# Boršická polka
Boršická polka je populární píseň v rytmu polky, kterou v roce 1972 složil český skladatel Josef Řepa a proslavila dechová kapela Moravanka. Ta ji hrála na koncertech v mnoha zemích celého světa a její noty převzalo mnoho dalších kapel v západní Evropě, což z ní učinilo jednu z nejúspěšnějších skladeb pocházejících z Česka. Na venkově zůstává Boršická polka oblíbenou písní uvozující hlášení místního rozhlasu.

## Vznik písně
Hudebník Josef Řepa se narodil 18. března 1909 ve Vážanech nedaleko Boršic na Slovácku. Po druhé světové válce působil jako hráč na violu ve zlínské filharmonii a souběžně v různých dechových kapelách. Na sklonku života se stal dirigentem v roce 1968 založené dechové hudby Boršičanka a začal sám tvořit. Píseň Boršická polka napsal pro svou kapelu v roce 1972 a následujícího roku 1973 ji nabídl kapelníkovi skupiny Moravanka Jana Slabáka. V té době ji začala hrát i brněnská posádková hudba.. Nahrávku písně vydala Moravanka v roce 1975 na desce Moravanka podruhé. Josef Řepa zemřel 30. března 1978 a největší slávy své písně se tak dožil jen částečně.